# Manuel Bonmatí i Romaguera
Manuel Bonmatí i Romaguera  (1903-1981) was een Catalaans journalist, politicus en bankier.
Hij begon als apotheker. Later werd hij handelsagent, een beroep dat hij tot aan zijn pensioen in 1978 uitgeoefend heeft. Hij was een van de stichters van de bank Mateu, Bonmatí i Cia. Tijdens de  Tweede Spaanse Republiek militeerde hij in de Lliga de Catalunya en werd schepen en later burgemeester van Girona.  Hij was in die tijd ook als columnist aan het dagblad Diari de Girona verbonden. Vanaf 1943, tijdens de dictatuur van Francisco Franco (1892-1975) was hij onder het pseudoniem Tacito  als economisch redacteur en als sportredacteur onder de naam Gol actief in het regeringsgezinde dagblad Los Sitios. Hij speelde een dubbele rol, openlijk als voorzitter van de journalistenvereniging van Girona, onder sterke controle van de dictatuur en clandestien in het catalanistische verzet tegen Franco. Nog tijdens de dictatuur richtte hij in 1965 het weekblad Presència op. Het was een poging een pro-Catalaans alternatief te zijn voor de al te regeringsgezinde Los Sitios, binnen de enge grenzen die de censuur toeliet. Het was een paradoxaal project, waar een christelijk, eerder rechtse zakenman die openlijk trouw aan het regime was, wegens zijn catalanisme in eerder links vaarwater terechtkwam.
Sedert 1981, het jaar van zijn overlijden, kent de Rotaryclub van Girona elk jaar aan een journalist die verdienstelijk over Girona geschreven heeft, de prijs Premi Manuel Bonmatí toe. Ook een straat in Girona kreeg zijn naam: Carrer de Manel Bonmatí i Romaguera.